# Musée des troupes de montagne
Le musée des troupes de montagne est un musée militaire situé depuis 2009 dans le fort de la Bastille à Grenoble. Il rend hommage aux chasseurs alpins surnommés les diables bleus depuis la Première Guerre mondiale.

## Historique
Le musée a été créé en 1988, à l'occasion du centenaire des troupes alpines. Installé dès sa création dans les dépendances de l'hôtel du gouverneur, rue Hébert à Grenoble, le musée ferme ses portes en 2002 pour des raisons de mises aux normes non assurées.
Le 24 avril 2009, après huit mois de travaux de restauration des salles casematées du Fort de la Bastille à Grenoble, le maire de la ville, Michel Destot, remet les clés des salles casematées du fort au Général Druart, commandant de la 27e brigade d'infanterie de montagne, afin d'y aménager le musée dont le premier conservateur est le capitaine Yann Domenech.
C'est ainsi qu'après soixante dix ans d'absence sur le site, l'armée est de retour afin de réaliser et d'installer un nouveau musée. Surplombé 150 mètres plus haut par le mémorial national des troupes de montagne du mont Jalla, ce musée rappelle que l’histoire de Grenoble et de la Bastille est étroitement liée à celle des troupes de montagne.
L'inauguration se déroule le 1er octobre 2009 en présence du général Elrick Irastorza et l'année suivante, le musée a atteint son record de fréquentation avec 59 383 visiteurs grâce à la gratuité de l'entrée. Le 17 septembre 2012, le ministre de la Défense Jean-Yves Le Drian visite le musée après avoir assisté à une cérémonie militaire au mémorial national des troupes de montagne.
La visite du musée fait partie du rituel d'intégration des nouveaux engagés qui y font étape lors de la montée vers le traditionnel recueillement au mémorial national des troupes de montagne.
Le musée est fermé en janvier durant les trois semaines de maintenance du téléphérique de Grenoble Bastille.

## Collections
Grâce à un audio guide multilingue, il présente sur 600 m2 l'histoire des soldats spécialisés dans le combat en montagne dont l'origine remonte à 1888. Armes, uniformes, matériels de transmission, cartes et témoignages retracent les moments forts de ces combattants surnommés les Diables bleus. Des scènes reconstituées montrent le quotidien des soldats de montagne durant les deux guerres mondiales.

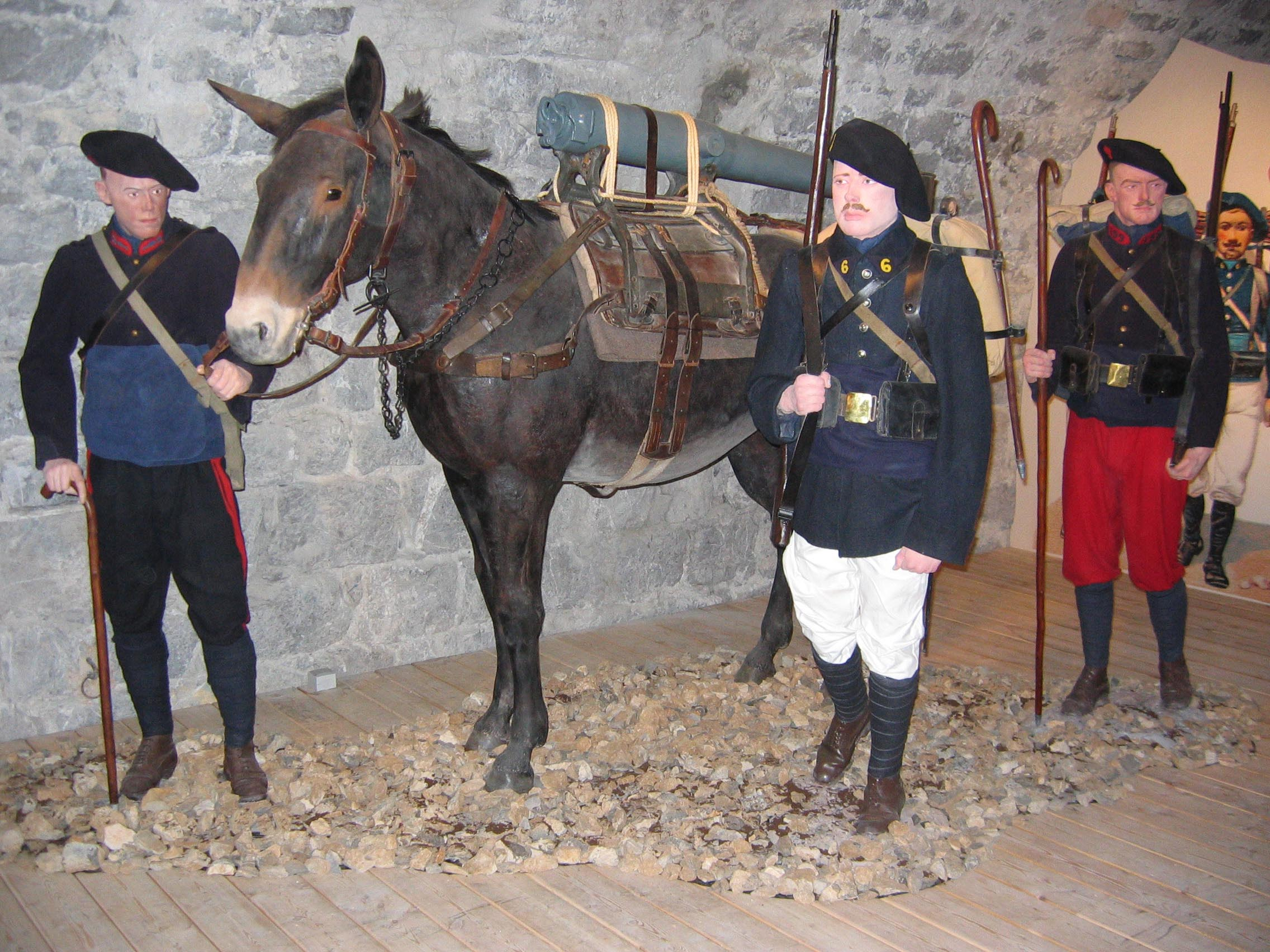
Transport d'armes par mulet

Outre sa mission de promouvoir le patrimoine des troupes de montagne, le musée a une vocation plus vaste. Il est d'abord un lieu du souvenir et de la tradition, il est aussi dans ses nouveaux locaux un lieu de rencontre entre civils et militaires, rappelant aux nouvelles générations qu'un lien très fort a existé dès l'origine entre les troupes de montagne et la population des Alpes. Il montre enfin l'engagement des unités de montagne hors de France tout au long de l'histoire et jusqu'aux conflits les plus récents par sa nouvelle armée professionnalisée.
Enfin, le musée contribue au rayonnement des troupes de montagne en publiant une revue trimestrielle, intitulée Les Cahiers des troupes de montagne qui sont des vecteurs de la mémoire avec des articles très documentés sur l'histoire, l'organisation et l'équipement des troupes françaises et étrangères ayant combattu en montagne. Diffusés largement, les Cahiers trouvent un écho auprès d'un public qui dépasse le cadre militaire.

## Expositions temporaires
- 2019 : Albert Séverin Roche « le premier soldat de France »[6].
- juin 2019 à avril 2020 : Les Troupes de montagne en Afghanistan[7].
- septembre 2020 à avril 2022 : « Armées des Alpes, armées invaincues »[8].
- 24 mai 2022 au 7 janvier 2024 : « Le mulet conquérant des montagnes »[9] .
- 10 février 2024 au 31 décembre 2024 : « l'Artillerie de montagne »[10].